# Максимовская (Московская область)
Максимовская — деревня в Орехово-Зуевском муниципальном районе Московской области. Входит в состав сельского поселения Ильинское. Население — 23 чел. (2010).

## Расположение
Деревня Максимовская расположена в юго-западной части Орехово-Зуевского района, примерно в 43 км к югу от города Орехово-Зуево. По северной окраине деревни протекает протекает безымянный ручей, впадающий в реку Десну. Высота над уровнем моря 134 м.

## История
В 1926 году деревня входила в Давыдовский сельсовет Ильинской волости Егорьевского уезда Московской губернии, имелась артель по производству кожсырья.
До 2006 года Максимовская входила в состав Ильинского сельского округа Орехово-Зуевского района.

## Население
В 1926 году в деревне проживало 433 человека (201 мужчина, 232 женщины), насчитывалось 108 хозяйств, из которых 106 было крестьянских. По переписи 2002 года — 24 человека (9 мужчин, 15 женщин).
| 1926 | 2002 | 2006 | 2010 |
| ---- | ---- | ---- | ---- |
| 433  | ↘24  | ↗31  | ↘23  |